# Pan Tadeusz (film din 1999)
Pan Tadeusz este un film din 1999 regizat de Andrzej Wajda.